# 스폰 (영화)
《스폰》(Spawn)은 미국에서 제작된 마크 A.Z. 디페 감독의 1997년 SF, 액션, 모험 영화이다. 존 레귀자모 등이 주연으로 출연하였고 클린트 골드먼 등이 제작에 참여하였다.
1997년 8월 1일 미국에서 개봉되었다. 2011년 12월 16일 사망 전까지 니콜 윌리엄슨의 마지막 영화 작품이다.

## 출연

### 주연
- 존 레귀자모
- 마이클 제이 화이트
- 마틴 쉰
- 테레사 랜들
- 멜린다 클락

### 조연
- 미코 휴즈
- 사이드니 보도인
- 니콜 윌리엄슨
- 디비 스위니

## 한국어 더빙 성우진(MBC, 1999년 8월 7일)
- 김관철 - 스폰 (마이클 제이 화이트)
- 박조호 - 어릿광대 (존 레귀자모)
- 유강진 - 윈 국장 (마틴 쉰)
- 김현직 - 콜리오스트로 (니콜 윌리엄스)
- 김수희
- 이종혁
- 이승환
- 정미연
- 최원형
- 엄태국
- 엄현정
- 김기철
- 김용준
- 박선영
- 송준석
- 오주연

## 기타
- 미술: 필립 해리슨
- 특수효과: 로버트 커츠먼
- 특수효과: 톰 C. 페이츠먼
- 특수효과: 데니스 터너
- 특수효과: 하워드 버거
- 의상: 다니엘 J. 레스터
- 배역: 메리 조 슬래터
- 배역: 브루스 H. 뉴버그